# Ordre de bataille lors de la bataille de Saalfeld
Pour un article plus général, voir Bataille de Saalfeld.
 (février 2025).

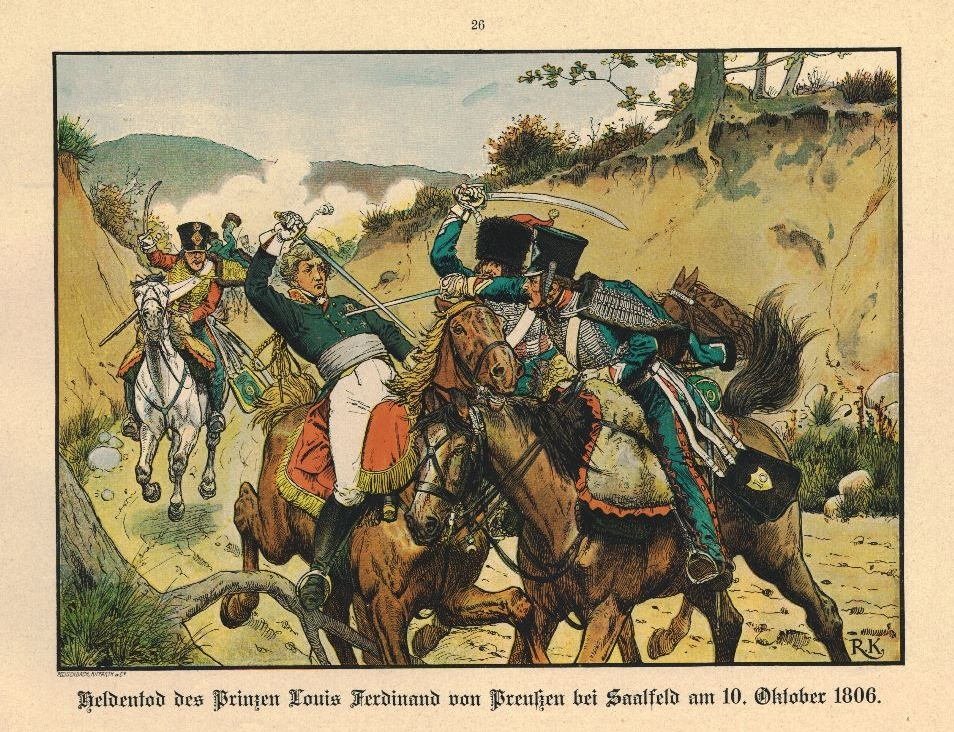
Le prince Louis-Ferdinand de Prusse abattu par le maréchal des logis Guindey.

Ce qui suit est l'ordre de bataille des forces militaires en présence lors de la bataille de Saalfeld, qui eut lieu du 10 octobre 1806 entre la France et une coalition prusso-saxonne. Elle opposa le Ve corps de la Grande Armée commandé par le maréchal Lannes à l'avant-garde de l'armée du général Hohenlohe commandée par le prince Louis-Ferdinand de Prusse. .

## Forces Françaises
- 12 800 hommes
- 8 canons
- 2 obusiers

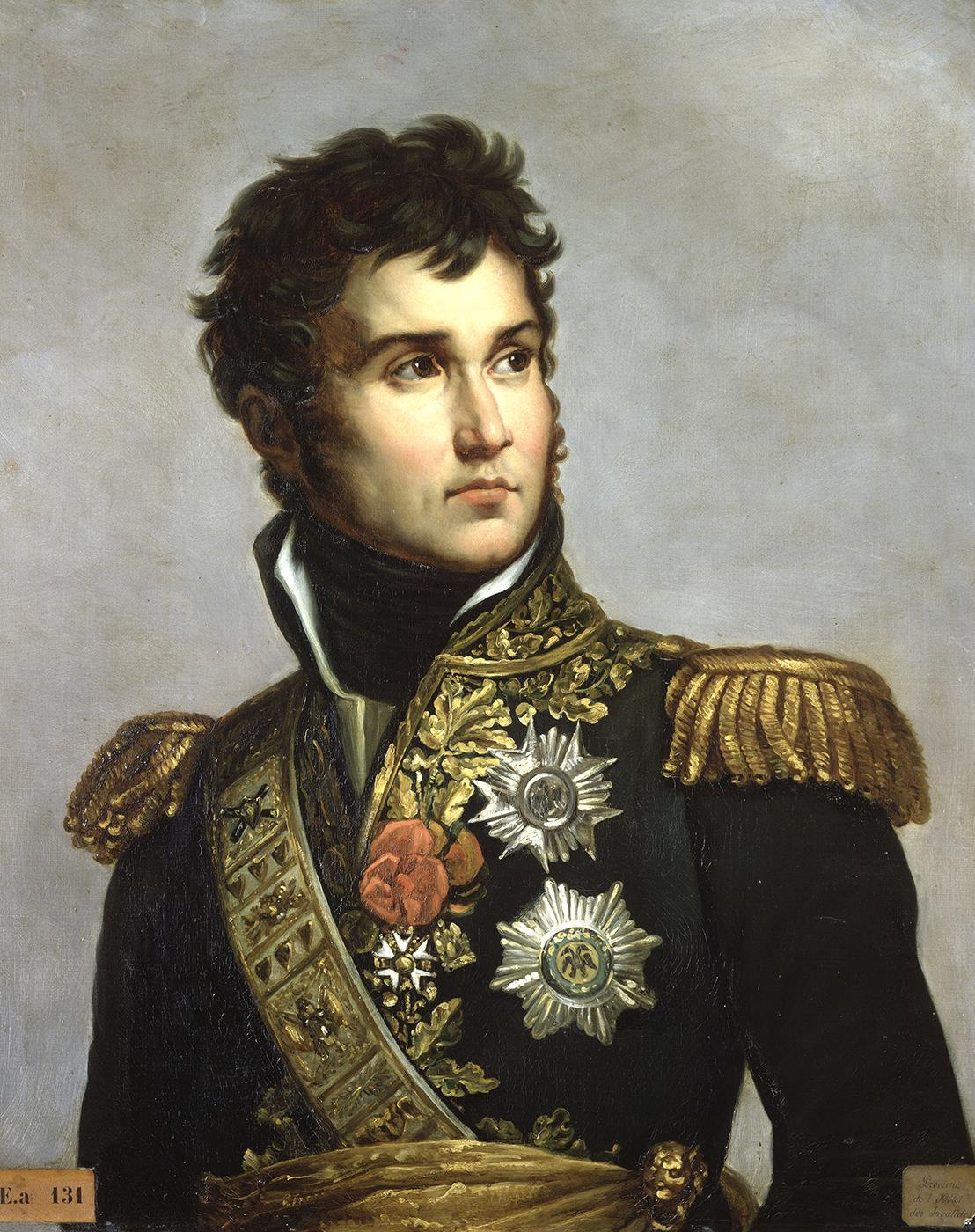
Le Maréchal Lannes, portrait par Julie Volpelière (1834), d'après François Gérard, Paris, Musée de l'Armée.

- 5e Corps de la Grande Armée – Maréchal Lannes
  - 1er Division – Général Suchet
  - Chef d’état-major - Général Victor
    - 1re Brigade - Général Michel Claparède
      - 17e régiment d’infanterie légère – Colonel  Cabanne de Puymisson (2 170 hommes)

    - 2e brigade : Général Honoré Reille
      - 34e régiment d’infanterie de ligne – Colonel Dumoustier (2 697 hommes)
      - 40e régiment d’infanterie de ligne – Colonel Chassereaux (1 818 hommes)

    - 3e Brigade Général Dominique Vedel
      - 64e régiment d’infanterie de ligne – Colonel Chauvel (1 895 hommes)
      - 88e régiment d’infanterie de ligne – Colonel Veilande (2 043 hommes)

    - Division de cavalerie légère - Général Anne-François Trelliard
      - 9e régiment de Hussards – Colonel Barbanègre (497 cavaliers)
      - 10e régiment de Hussards – Colonel Briche (470 cavaliers)
      - 21e Régiment de Chasseurs à cheval – Colonel Berruyer (578 cavaliers)

    - Artillerie
      - 2 batteries d’artillerie à pied (2 canons de 12 et 6 canons de 8)
      - 1 batterie d’artillerie à cheval (2 obusiers et 2 canons de 4)

## Forces Prussiennes etSaxonnes
- 8 300 hommes
- 27 canons

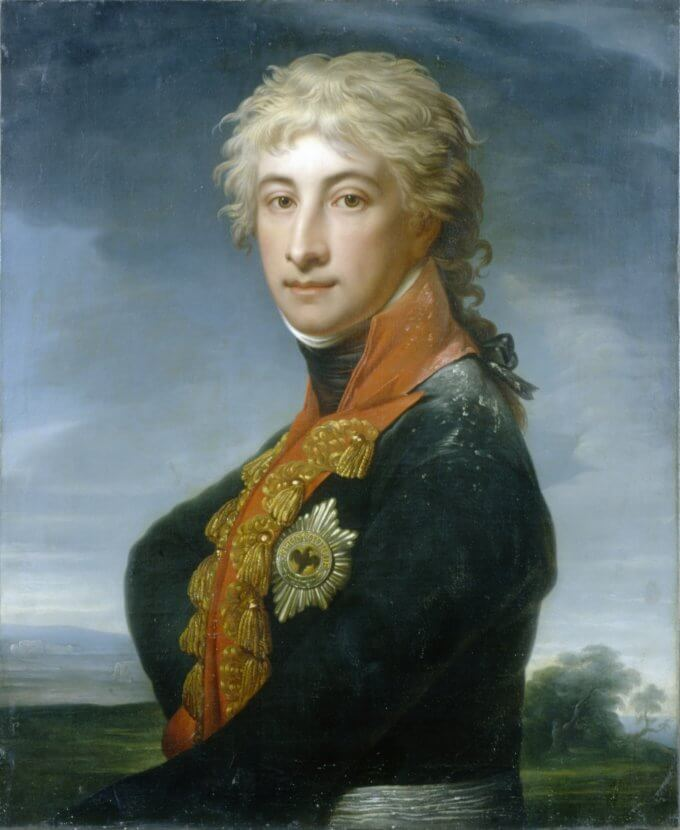
Louis Ferdinand de Prusse (peinture de Jean-Laurent Mosnier, 1799).

- Division d’avant garde  - Général-lieutenant prince Louis-Ferdinand de Prusse
  - Groupe général-major Von Pelet
    - 13e bataillon de fusiliers Rabenau
    - 14e bataillon de fusiliers Pelet
    - 15e bataillon de fusiliers Rühle
    - 49e Régiment d’Infanterie prussienne Von Müffling
    - Compagnie de chasseurs à pied Valentin
    - Compagnie de chasseurs à pied Masar
    - 6e régiment de hussards Schimmelpfenning
    - 1 batterie d’artillerie à pied (canon de 6)
    - ½ batterie d’artillerie à cheval (canon de 4)

  - Détachement saxon du général major von Bevilaqua
    - Régiment d’Infanterie saxonne prince Xavier
    - Régiment d’Infanterie saxonne Kurfüst
    - Régiment d’Infanterie saxonne prince Clément (ou Clémens)
    - 5 escadrons de hussards saxons
    - 1 batterie d’artillerie à pied (canon de 4)